# For the Freedom of the East
For the Freedom of the East er en amerikansk stumfilm fra 1918 af Ira M. Mowry.

## Medvirkende
- Lady Tsen Mei som Tsu
- Lai Mon Kim
- H. H. Pattee som Von Richtman
- Ben Hendricks som Kang
- Robert Elliott som Robert Kenyon